# Bolesławów (powiat koniński)
Bolesławów – wieś w Polsce, w województwie wielkopolskim, w powiecie konińskim, w gminie Krzymów.
Do 31 grudnia 2023 miejscowość była częścią wsi Ignacew.